# 吳元炳
吴元炳（1824年—1886年），字子健，河南固始人，晚清政治人物，曾任湖北、安徽等省巡抚，漕运总督等职。

## 生平
吴元炳生于道光三年十二月三十日（西历1824年1月30日），咸丰十年（1860年）中进士，选庶吉士。从团练大臣毛昶熙回籍筹办团练，对抗捻军，解固始之围，多次立功。同治元年（1862年），巡抚严树森奏称其“晓捷善战，所向有功，军中最得力”，请求其散馆后仍回河南。”元炳得以免散馆而授检讨，留河南委用，歼灭首领张凤林部。同治二年（1863年），又攻克捻军张冈据点，肃清汝南一带，擢为侍讲，继续剿匪。不久因丁母忧回籍，其间巡抚张之万奏起赴军。至同治四年（1865年）方得请继续服丧。
同治六年（1867年），补原官。同治九年（1870年），破格提拔为侍讲学士。同治十年（1871年），代理湖南布政使。同治十二年（1874年）十二月，升湖北巡抚。同治十三年九月（1874年10月）, 任安徽巡抚，又迁江苏巡抚。光绪三年（1877年）十一月，因江北旱灾严重，且山东、安徽灾民流向苏州、常州，清廷命沈葆桢、吴元炳截留漕粮一万石，酌情使用从苏郡丰备仓储备赈灾，并组织疏浚高河、盐运河，以工代赈。光绪五年（1879年）三月，沈葆桢入觐，吴元炳代理两江总督，并督办通商事务。光绪七年（1881年）五月，又因本生母去世，丁忧离职。
光绪十年（1884年），吴元炳入觐，命察山东河工、海防，同年七月二十八日（1884年9月17日）授漕运总督。光绪十一年（1885年）二月，补授安徽巡抚。光绪十二年五月甲寅（1886年）卒。河南巡抚倪文蔚疏陈元炳战功，请求在汝宁建立专祠。

## 著作
吴元炳曾纂修《固始吴氏一线谱》四卷。

## 家族
- 曾祖：广东按察使吴延端
- 祖：直隶知州吳邦治
- 祖弟：礼部侍郎吳烜，林则徐师
- 父：吳其浚
- 伯：兵部侍郎吳其彥，尚书戴联奎婿；状元吳其濬
- 子：吳琳; 吳春淦

## 延伸阅读
[在维基数据编辑]
 《清史稿·卷425》，出自趙爾巽《清史稿》